# Stáloluokta
Ej att förväxla med Saltoluokta.
Stáloluokta, enligt tidigare ortografi Staloluokta, är ett sameviste i Padjelanta nationalpark tillhörande Tuorpon sameby. Vistet är viktigt för renskötseln i området och utgör bas för fisket i sjön Virihávrre.
Padjelantaleden och Nordkalottleden passerar genom Stáloluokta och i byn finns en stuga för övernattning samt en liten butik, Parfas kiosk, som sommartid säljer förnödenheter samt samisk mat som glödkakor, torkat renkött och rökt fisk. Det finns reguljära helikopterturer till Staloluokta från Kvikkjokk eller Ritsem, vilket gör byn till en utgångspunkt för många vandrare. Det går även att beställa båtturer över Virihávrre för de som vill vandra i västra Padjelanta. Sareks nationalpark ligger ungefär en dagsetapp från Stáloluokta.

## Galleri

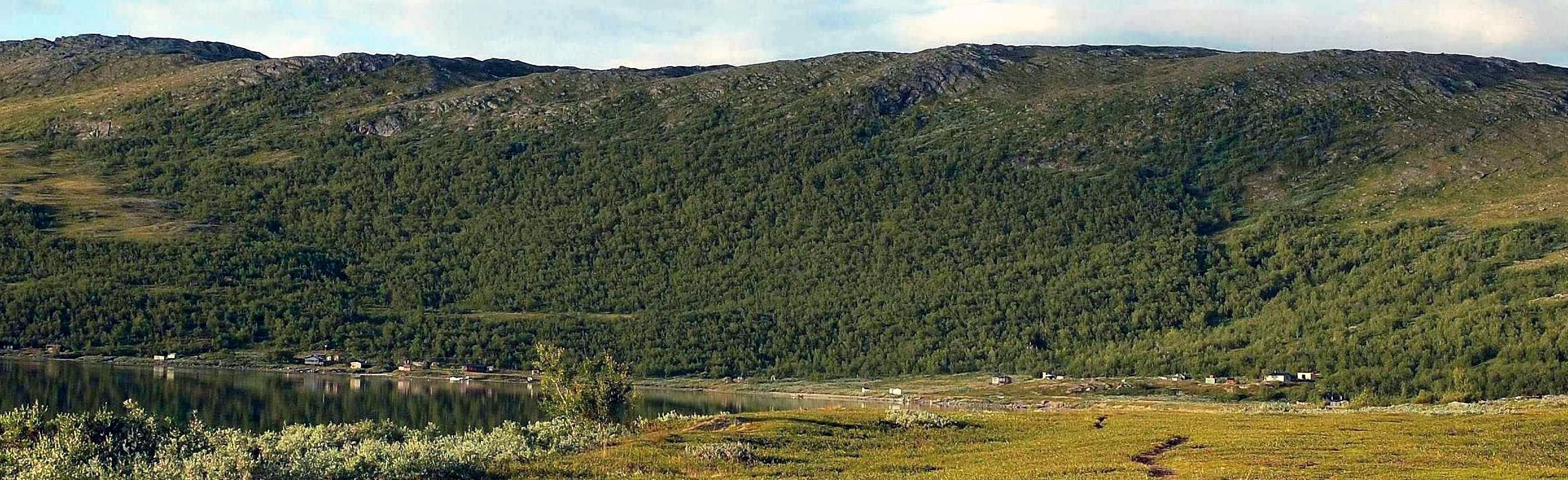
Stáloluokta sameviste.
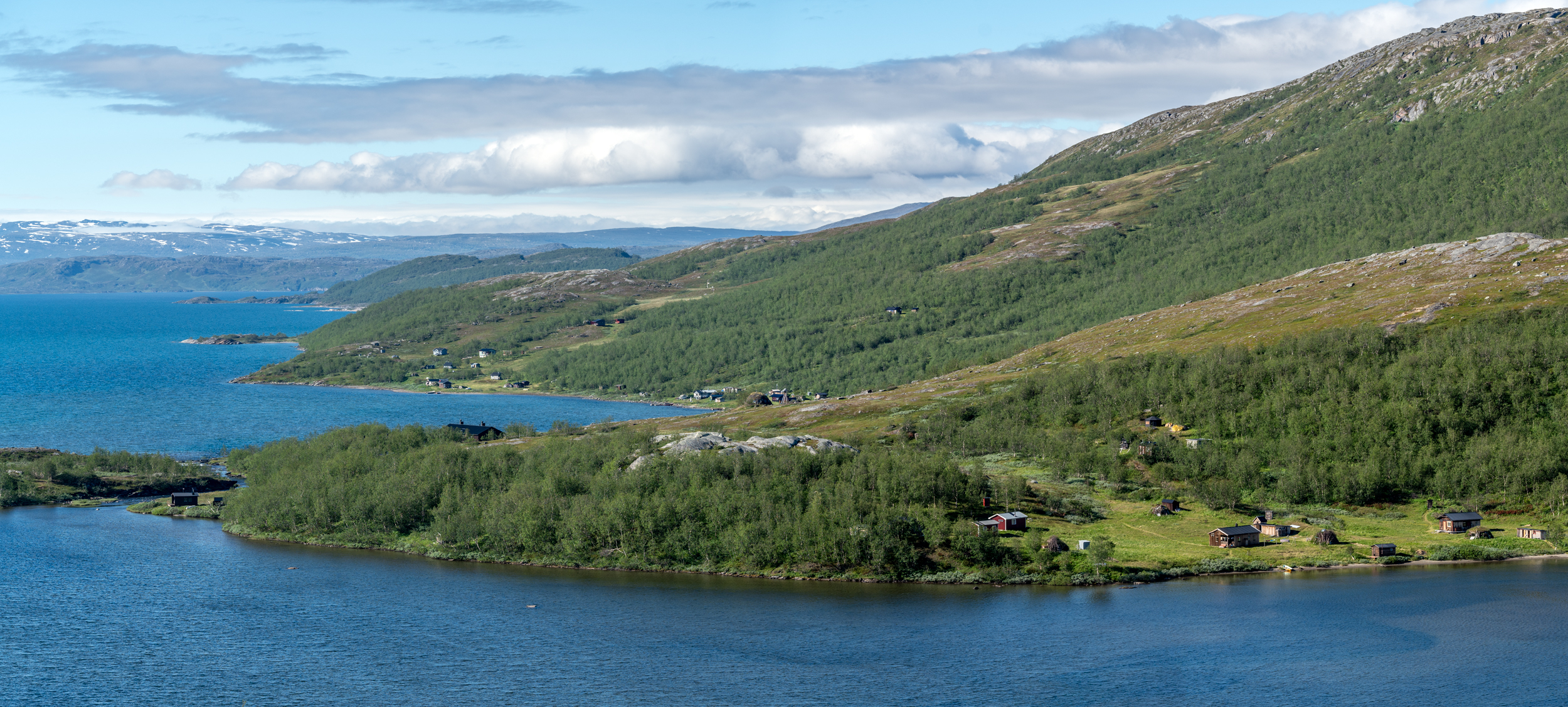
Stáloluokta sommarviste med sjön Luoppal längst ner och Virihávrre längre bort..
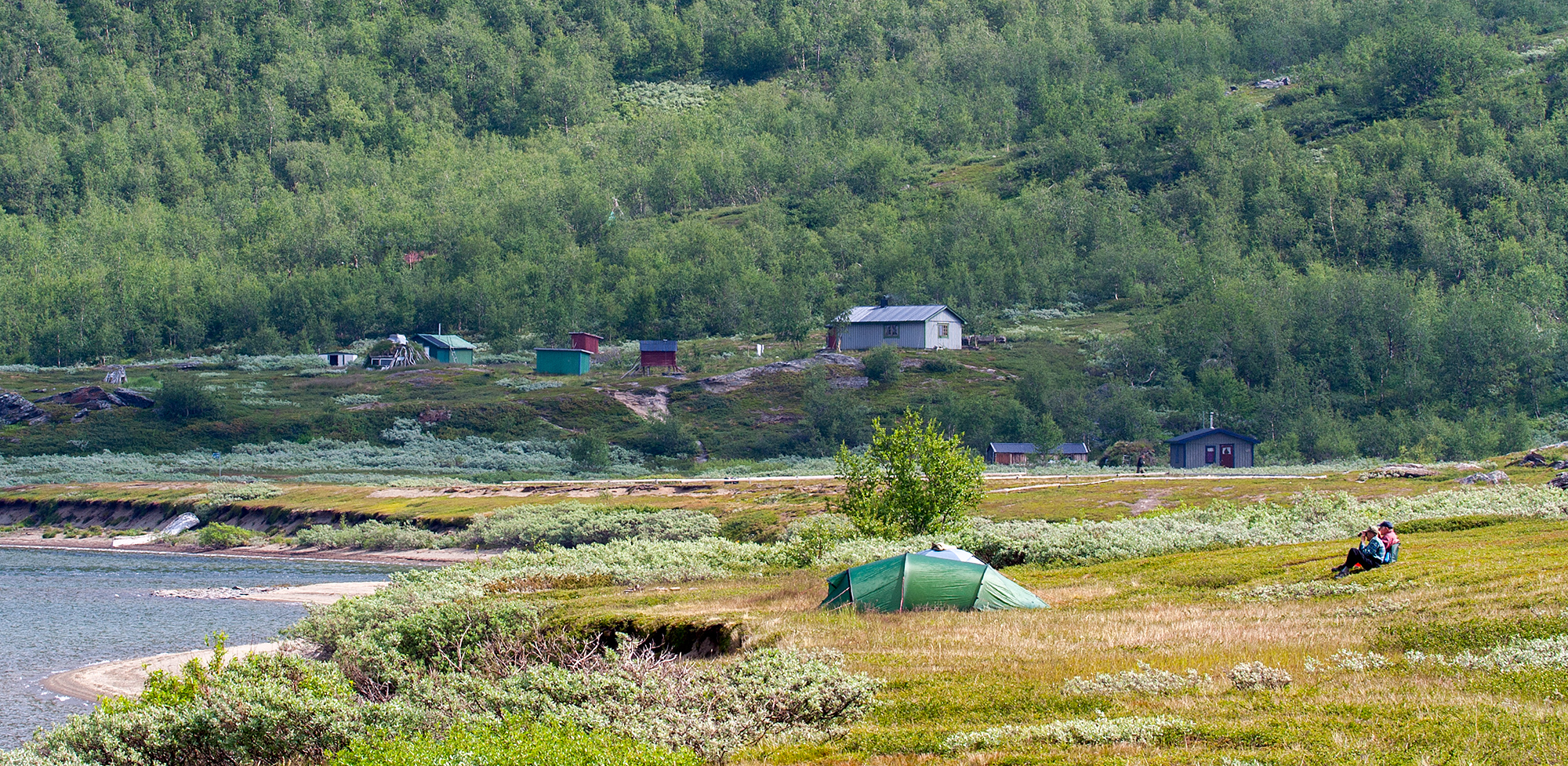
Tältplatsen vid Virihávrre i Stáloluokta.
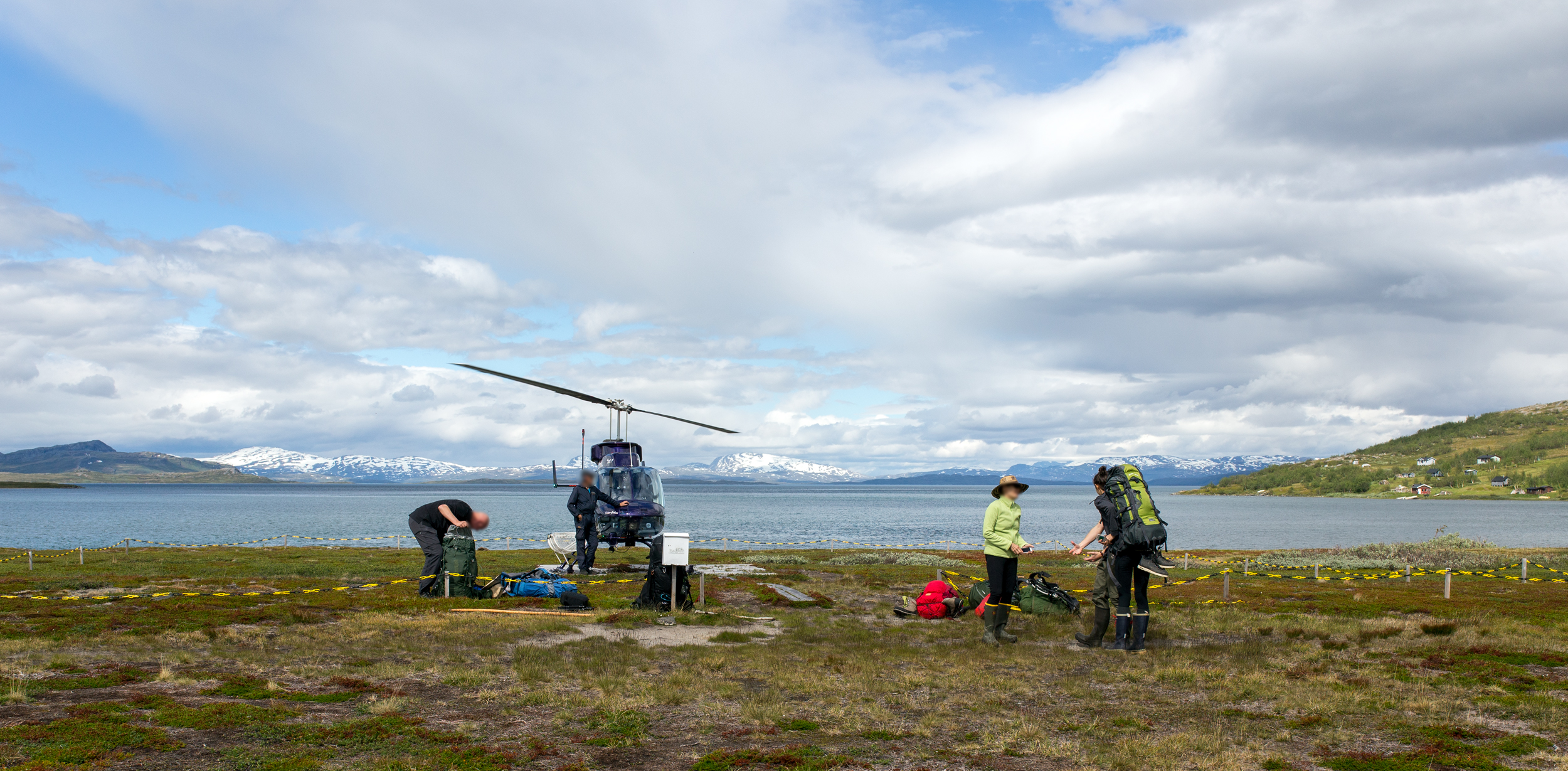
Helikopterplattan i Stáloluokta.